# Fernando São Paulo
Fernando José de São Paulo (Santa Bárbara, 30 de maio de 1887 - Salvador, 1973) foi um médico, professor e folclorista brasileiro . 
Concluiu seus estudos de medicina na  Faculdade de Medicina da Bahia, com a tese A Vida Sexual dos Condemnados, defendida em 1909.
Professor catedrático de Terapêutica Clínica da Faculdade de Medicina da Bahia, trabalhou no Hospital Santa Isabel e em outros hospitais de Salvador. Membro da Comissão Baiana de Folclore, Fernando São Paulo, além de trabalhos médicos, escreveu o antológico Linguagem médica popular no Brasil, obra pioneira que ainda hoje é referência em Antropologia Médica.
Foi um dos fundadores do Instituto Baiano de História da Medicina, em 27 de novembro de 1946, ocupando a cadeira nº1.